# 이기홍 (1864년)
이기홍 (李起泓, 1864 ~ 1921)은 대한제국과 일제강점기의 관료와 군인이다.

## 생애
이기홍은 1864년 태어났다. 1888년 이기홍은  제중원 주사(濟衆院主事)를 제수받았다. 이후 안성 군수, 내금위장 등을 역임하였다. 1898년 이기홍은 참령에 임명되었고, 군부 포공국장이 되었다. 이후 의원면직되었고, 1898년 7월 23일에는 경리 2과장에 임명되었다. 이후 1904년 대한제국 중추원의 의관이 되었다. 이후 부령이 되었고, 포공병과장(砲工兵課長)에 임명되었다. 1906년 5월 28일, 정령으로 승진하였고, 육군유년학교장이 되었다. 1907년 1월 6일, 이기홍은 군법회의 판사장에 임명되었다가, 같은해 2월 4일 면직되었다. 1907년 3월 7일, 이기홍은 이재각, 윤택영와 함께 참장에 임용되었다. 1907년 7월, 이기홍은 예비역으로 전환되었다. 이후 1907년 10월 26일 궁내부 서기관(宮內府書記官)으로 임명되었다. 1909년 대한제국 순종이 서쪽지방을 순행할때 호위관들 중 한명이었다.
경술국치 이후인 1911년 2월 1일, 이기홍은 이왕직 사무관(李王職事務官)으로 임명되었다.